# فردی تایفور
فردی تایفور (به ترکی استانبولی: Ferdi Tayfur)؛ ۱۵ نوامبر ۱۹۴۵ – ۲ ژانویه ۲۰۲۵) خواننده، بازیگر، کارگردان، شاعر، آهنگساز، نویسنده و تاجر مسلمان، از موفق‌ترین و مشهورترین افراد ترکیه بود. وی در حالی که دارای بیش از سی آلبوم موزیک و فیلم در دنیای موسیقی و بازیگری خود می‌باشد در سال ۱۹۸۲ شرکت موسیقی Ferdifon Müzik تأسیس کرد. وی همچنین در سال ۲۰۰۹ وارد صنعت عمران نیز شد. پادشاه آرابسک (به زبان ترکی استانبولی: Arabesk'in Kralı) لقب متداولی است که مردم ترکیه به وی تقدیم کرده‌اند. همچنین از او به عنوان فردی بابا هم یاد می‌شود. برطبق نظرسنجی مردمی برنامه تلویزیونی Şarkılar Bizi Söyler در سال ۲۰۲۱ وی عنوان محبوب‌ترین چهره موزیک ترکیه را کسب کرد. او همچنین یکی از پدیدآوران و پیشروان موسیقی ترکیه است.

## زندگی
فردی تایفور، در تاریخ ۱۵ نوامبر سال ۱۹۴۵ میلادی در شهر آدانا محله حریت (آزادی)، در یک خانواده چهار نفره متولد شد. یک برادر بزرگ و دو خواهر گوچک تر از خودش دارد. پدرش به خاطر علاقه ای که به دوبلور ترکیه ای داشت اسم فردی تایفور را بر روی پسرش نهاد. بزرگترین آرزوی پدر وی این بود که پسرش یک انسان بزرگ و تحصیل کرده شود اما مرگ پدرش در هنگامی که فردی تنها پنج سال داشت همه معادلات را برهم زد و از این رو فردی در دوران کودکی مجبور به کار کردن و ترک کردن مدرسه شد. او ابتدا در یک مغازه قنادی شروع به کار کرد و حتی به گفته خودش خواندن و نوشتن را هم برای اولین بار با نوشته آدانا آنجا فرا گرفته است. فردی بعدها به دلیل صدای زیبایی که داشت در مسابقه خوانندگی رادیو آدانا شرکت کرده و موفق به کسب مقام برتر شد. این مقام راه فردی را در سن ۲۲ به شهر استانبول باز کرد. سه سال بعد فردی با ساخت آهنگ (آرامشی برایم نماند) که بعد ها توسط خوانندگانی از جمله تاتلیسس بازخوانی شد نام خود را به سرتاسر ترکیه معرفی می کند. در سال ۱۹۷۵ وی به شرکت (Elenor) یکی از بزرگ‌ترین شرکت‌های موسیقی در ترکیه می پیوندد.
در سال ۲۰۰۰ فردی تایفور بر اثر بیماری سکته کرده که به سبب این حادثه شایعه مرگ وی پخش می شود اما خوشبختانه حیات خود را نمی بازد. وی از معدود هنرمندانی است که در طول حیات خود از مشروبات الکلی دور بوده‌است.
فردی تایفور در طول زندگی خود سه بار ازدواج کرده که اولین ازدواج وی در سال ۱۹۷۴ و ازدواج دوم فردی در سال ۱۹۷۶ با بازیگر سینمای ترکیه (نجلا ناظر) می‌باشد که این پیوند تا سال ۲۰۰۸ ادامه داشت. وی همچنین دارای پنج فرزند می‌باشد.

## زندگی حرفه‌ای
فردی تایفور در طول سال‌های فعالیت خود بیش از سی آلبوم آهنگ منتشر کرده که بر اساس آمار های سالانه شرکت (Müyap) میانگین فروش آلبوم‌های وی در حدود سه میلیون می‌باشد و هر ساله جزو پنج آلبوم پرفروش بوده‌است.
Prangalar آلبومی است که توسط فردی تایفور از شرکت Ferdifon در ۲۲ می ۱۹۹۲ منتشر شد. این آلبوم در مجموع ۵ میلیون نسخه فروش رفت و آن را به پرفروش ترین آلبوم فردی تایفور و ترکیه تبدیل کرد. تایفور در مورد فروش ۵ میلیونی این آلبوم گفت:
```
"
این نشان می دهد که هم کسانی که من را دوست دارند و هم کسانی که من را دوست ندارند آن نوار را خریده و به آن گوش داده اند.
"
```

قطعه Emmioğlu این آلبوم، ساخته خود تایفور از سمت خوانندگانی همچون ماهسون قرمزی گل به صدا درآمده است.
آهنگ Geçen Yıl در ایران مشهور به (نیلییم سن یوکسان اگر) معروف ترین قطعه اوست. ورژن عربی این آهنگ با نام (حبك بحر ماله حدود)در سال ۲۰۰۰ منتشر شده است. 	 
یک سال پس از انتشار آلبوم Prangalar، کنسرت پارک گلخانه استانبول با حضور بیش از دویست هزار نفر آن هم در زمانی که جمعیت شهر تنها با هفت میلیون برابری می کرد برگزار شد که از آن زمان رکورد عنوان بزرگ‌ترین کنسرت ترکیه را یدک می کشد.
پس از دهه ۹۰، فردی تایفور در سال ۱۹۹۴، ۱۹۹۵، ۱۹۹۹ و ۲۰۰۷ به عنوان بهترین خواننده سال از سوی شبکه کرال تی وی انتخاب شده‌است. وی همچنین در سال‌های ۱۹۹۶، ۱۹۹۷، ۱۹۹۸، ۲۰۰۴، هم نامزد این عنوان شده‌ بود. 
فردی تایفور در طی سال‌های فعالیت خود بیش از ۴۰۰ موسیقی روانه بازار کرده که شعر و موزیک‌های های بیش از نیمی از آنها ساخته خود اوست.
در سال ۱۹۷۶ ساخت فیلمی با نام (چشمه) به وی پیشنهاد داده می‌شود و با این فیلم فردی پا به دنیای سینما هم می‌گذارد. با استناد بر صحبت های آقای محتشم جاندان از سرمایه گذاران فیلم تعداد بلیط های فروش رفته در حدود ۱۲ میلیون می باشد.  
وی همچنین همکاری های بسیاری با هنرمندانی از جمله اورهان گنجه بای، ماهسون، سلامی شاهین و… دارا می‌باشد. 

## مرگ
فردی تایفور در ۲ ژانویه ۲۰۲۵ در بیمارستانی در آنتالیا در سن ۷۹ سالگی به علت نارسایی کلیوی درگذشت.

## آلبوم‌شناسی
| سال  | آلبوم‌ها                                      | شرکت           | یادداشت              |
| ---- | -------------------------------------------- | -------------- | -------------------- |
| ۱۹۷۵ | Akşam Güneşi / Çiçekler Açsın                | Elenor Müzik   |                      |
| ۱۹۷۵ | Bırak Şu Gurbeti / Sevdalılar Beni Anlar     | Elenor Müzik   |                      |
| ۱۹۷۵ | Çeşme / Muhtaç Etme Beni                     | Elenor Müzik   | پرفروش‌ترین آلبوم سال |
| ۱۹۷۶ | Alıştım / Yağmur Gözyaşım                    | Elenor Müzik   |                      |
| ۱۹۷۶ | Yadeller – Ağlamazsam Uyuyamam               | Elenor Müzik   |                      |
| ۱۹۷۷ | Huzurum Kalmadı                              | Elenor Müzik   |                      |
| ۱۹۷۷ | Benim Gibi Sevenler / Söz Geçmiyor Gönlüme   | Elenor Müzik   |                      |
| ۱۹۷۷ | Vazgeç Felek / Derbeder                      | Elenor Müzik   | پرفروش‌ترین آلبوم سال |
| ۱۹۷۸ | Batan Güneş                                  | Elenor Müzik   |                      |
| ۱۹۷۸ | Merak Etme Sen / Söz Veriyorum               | Elenor Müzik   |                      |
| ۱۹۷۹ | Son Sabah                                    | Elenor Müzik   | پرفروش‌ترین آلبوم سال |
| ۱۹۷۹ | Hapishane (Görüş Günü) / Gönül Oyunu         | Elenor Müzik   |                      |
| ۱۹۸۰ | Yuvasız Kuşlar                               | Elenor Müzik   |                      |
| ۱۹۸۰ | Nisan Yağmuru                                | Elenor Müzik   |                      |
| ۱۹۸۱ | İnsan Sevince                                | Elenor Müzik   |                      |
| ۱۹۸۲ | Ben De Özledim                               | Odebs Plak     | پرفروش‌ترین آلبوم سال |
| ۱۹۸۳ | Sen de mi Leyla                              | Odebs Plak     |                      |
| ۱۹۸۴ | Yaktı Beni                                   | Odebs Plak     | آلبوم منتخب سال      |
| ۱۹۸۵ | Kurtuldum                                    | Ferdifon Müzik |                      |
| ۱۹۸۵ | Ferdifon'dan Seçmeler 1                      | Ferdifon Müzik |                      |
| ۱۹۸۶ | Haram Oldu                                   | Ferdifon Müzik |                      |
| ۱۹۸۶ | Ferdifon'dan Seçmeler 2                      | Ferdifon Müzik |                      |
| ۱۹۸۷ | İçimde Bir His Var - Ya Benimsin Ya Toprağın | Ferdifon Müzik |                      |
| ۱۹۸۷ | Ferdifon'dan Seçmeler 3                      | Ferdifon Müzik |                      |
| ۱۹۸۸ | Naz Etme - Canına Okuyacağım                 | Ferdifon Müzik |                      |
| ۱۹۸۹ | Allah'ım Sen Bilirsin                        | Ferdifon Müzik |                      |
| ۱۹۸۹ | Ferdifon'dan Seçmeler 4                      | Ferdifon Müzik |                      |
| ۱۹۸۹ | Gülhane'den Sevgilerle                       | Ferdifon Müzik |                      |
| ۱۹۹۰ | Hoşçakal                                     | Ferdifon Müzik |                      |
| ۱۹۹۱ | Ferdifon'dan Seçmeler 5                      | Ferdifon Müzik |                      |
| ۱۹۹۱ | Gelirsen - Bana da Söyle                     | Ferdifon Müzik | پرفروش‌ترین آلبوم سال |
| ۱۹۹۲ | Prangalar                                    | Ferdifon Müzik | پرفروش‌ترین آلبوم سال |
| ۱۹۹۴ | Mor Güller - Fadime'nin Düğünü               | Ferdifon Müzik |                      |
| ۱۹۹۵ | Dünya "Bir Şarkı Seç Kendine"                | Ferdifon Müzik |                      |
| ۱۹۹۶ | Zaman Tüneli Arşiv 1                         | Ferdifon Müzik |                      |
| ۱۹۹۷ | Of Dağlar                                    | Ferdifon Müzik |                      |
| ۱۹۹۸ | Ferdi Tayfur Klasikleri Arşiv 2              | Ferdifon Müzik |                      |
| ۱۹۹۹ | Yoksun - Kör Talih                           | Ferdifon Müzik |                      |
| ۲۰۰۰ | Zengin Olursam                               | Ferdifon Müzik |                      |
| ۲۰۰۱ | Zaman Tüneli Arşiv 3                         | Ferdifon Müzik |                      |
| ۲۰۰۲ | İnceden                                      | Ferdifon Müzik |                      |
| ۲۰۰۳ | Durun Ayaklarım                              | Ferdifon Müzik |                      |
| ۲۰۰۳ | Yandı Gönlüm                                 | Ferdifon Müzik |                      |
| ۲۰۰۴ | Ferdifon'dan Seçmeler 6                      | Ferdifon Müzik |                      |
| ۲۰۰۴ | Bir Demet Gül                                | Ferdifon Müzik |                      |
| ۲۰۰۶ | Aşkın Cezası                                 | Ferdifon Müzik |                      |
| ۲۰۰۷ | Gençliğimin Şarkıları                        | Ferdifon Müzik |                      |
| ۲۰۰۹ | Boynu Bükük Şarkılarım                       | Ferdifon Müzik | آخرین آلبوم وی       |

## فیلم‌‌شناسی
| سال  | فیلم                           | نقش         | بازیگری | کارگردان | اثر | نویسندگی | یادداشت         |
| ---- | ------------------------------ | ----------- | ------- | -------- | --- | -------- | --------------- |
| ۲۰۱۶ | Zor Hayat                      |             | خیر     | آری      | آری | آری      | فیلم سینمایی    |
| ۲۰۰۸ | Memur Muzaffer                 | مظفر موتلو  | آری     |          |     |          | سریال تلویزیونی |
| ۲۰۰۷ | Yersiz Yurtsuz                 | امرالله     | آری     |          |     |          | سریال تلویزیونی |
| ۲۰۰۷ | Natuk Baytan Belgeseli         | فردی تایفور | آری     |          |     |          |                 |
| ۲۰۰۷ | Ben Ferdi Tayfur               | فردی تایفور | آری     |          |     |          |                 |
| ۲۰۰۲ | Hayatım Roman                  | فردی تایفور | آری     |          |     |          | سریال تلویزیونی |
| ۲۰۰۲ | Reyting Hamdi                  |             | آری     |          |     |          | سریال تلویزیونی |
| ۱۹۸۹ | Allah'ım Sen Bilirsin          | فردی        | آری     |          |     |          | فیلم سینمایی    |
| ۱۹۸۹ | Bu Şehrin Geceleri             | فردی        | آری     |          |     |          | فیلم سینمایی    |
| ۱۹۸۸ | Bu Talihimin Canına Okuyacağım | فردی        | آری     | آری      |     | آری      | فیلم سینمایی    |
| ۱۹۸۸ | Elveda Mutluluklar             | فردی        | آری     |          |     |          | فیلم سینمایی    |
| ۱۹۸۸ | Ah Bir Çocuk Olsaydım          | فردی        | آری     |          |     |          | فیلم سینمایی    |
| ۱۹۸۷ | Sevgiler Çiçek Gibi            | فردی        | آری     | آری      |     |          | فیلم سینمایی    |
| ۱۹۸۷ | Ya Benimsin Ya Toprağın        | فردی        | آری     | آری      |     |          | فیلم سینمایی    |
| ۱۹۸۶ | İçimde Bir His Var             | فردی        | آری     | آری      |     | آری      | فیلم سینمایی    |
| ۱۹۸۶ | Affet Allah'ım                 | فردی        | آری     | آری      | آری | آری      | فیلم سینمایی    |
| ۱۹۸۵ | Her Şeyim Sensin               | فردی        | آری     |          |     |          | فیلم سینمایی    |
| ۱۹۸۵ | Haram Oldu                     | فردی        | آری     | آری      |     | آری      | فیلم سینمایی    |
| ۱۹۸۴ | Utanıyorum                     | فردی        | آری     |          |     |          | فیلم سینمایی    |
| ۱۹۸۴ | Çılgın Arzular                 | فردی        | آری     |          |     |          | فیلم سینمایی    |
| ۱۹۸۳ | Yaktı Beni                     | جومالی      | آری     |          |     |          | فیلم سینمایی    |
| ۱۹۸۳ | Kalbimdeki Acı                 | فردی        | آری     |          |     |          | فیلم سینمایی    |
| ۱۹۸۳ | Yıldızlar da Kayar             | فردی        | آری     |          |     |          | فیلم سینمایی    |
| ۱۹۸۲ | Sen de mi Leyla (film)         | فردی        | آری     |          |     |          | فیلم سینمایی    |
| ۱۹۸۲ | Hasret Sancısı                 | فردی        | آری     |          |     |          | فیلم سینمایی    |
| ۱۹۸۲ | Günaha Girme                   | فردی        | آری     |          |     |          | فیلم سینمایی    |
| ۱۹۸۱ | Kara Gurbet                    | فردی        | آری     |          |     |          | فیلم سینمایی    |
| ۱۹۸۱ | Ben de Özledim (film)          | فردی        | آری     |          |     |          | فیلم سینمایی    |
| ۱۹۸۱ | Olmaz Olsun (film)             | فردی        | آری     |          |     |          | فیلم سینمایی    |
| ۱۹۸۱ | Bir Damla Ateş                 | فردی        | آری     |          |     |          | فیلم سینمایی    |
| ۱۹۸۰ | Durdurun Dünyayı (film)        | فردی        | آری     |          |     |          | فیلم سینمایی    |
| ۱۹۸۰ | Huzurum Kalmadı                | فردی        | آری     |          | آری |          | فیلم سینمایی    |
| ۱۹۸۰ | Boynu Bükük                    | فردی        | آری     |          |     |          | فیلم سینمایی    |
| ۱۹۷۹ | İnsan Sevince                  | فردی        | آری     |          | آری |          | فیلم سینمایی    |
| ۱۹۷۹ | Yuvasız Kuşlar                 | فردی        | آری     |          |     |          | فیلم سینمایی    |
| ۱۹۷۸ | Son Sabah                      | فردی        | آری     |          |     |          | فیلم سینمایی    |
| ۱۹۷۸ | Batan Güneş                    | فردی        | آری     |          |     |          | فیلم سینمایی    |
| ۱۹۷۸ | Yadeller                       | فردی        | آری     |          |     |          | فیلم سینمایی    |
| ۱۹۷۷ | Benim Gibi Sevenler            | فردی        | آری     |          |     | آری      | فیلم سینمایی    |
| ۱۹۷۷ | Derbeder                       | فردی        | آری     |          |     |          | فیلم سینمایی    |
| ۱۹۷۶ | Çeşme                          | فردی        | آری     |          |     |          | فیلم سینمایی    |